# Fjendtlighed
Fjendtlighed er følelsen af et negativt syn på at møde et andet menneske, at man ikke er villig til at tage imod en fremmed. Dette anses af mange for at være en dårlig egenskab.